# アレクサンデル・ファルネルド
アレクサンデル・ファルネルド（スウェーデン語: Alexander Farnerud、1984年5月1日 - ）は、スウェーデンの元サッカー選手。元スウェーデン代表。現役時代のポジションはMF。

## クラブ歴
ランズクルーナに生まれた。地元のランズクルーナBoISの下部組織出身でトップチームに昇格。アルスヴェンスカンでのデビュー戦で優勝したハンマルビーIFから得点を奪い2-1と勝利した。
2003年11月15日にリーグ・アンのRCストラスブールに移籍。2年半の在籍中レギュラーとして活躍、兄のポントゥス・ファルネルドともプレーした。
2006年夏にストラスブールが降格すると、4年契約でブンデスリーガのVfBシュトゥットガルトに移籍。2006-07シーズンは散発的に起用され9試合に出場、クラブの優勝に貢献した。
2008年7月8日にブレンビーIFに移籍。
2011年1月18日にスイス・スーパーリーグのBSCヤングボーイズに2014年までの契約で移籍、移籍金は明らかになっていない。2月13日にリーグデビュー。4月16日には2得点を奪った。
2013年6月18日に移籍金180万ユーロの3年契約でセリエAのトリノFCに移籍。8月17日のコッパ・イタリアで初出場。10月20日にセリエA初得点を記録し、インテルナツィオナーレ・ミラノとのゲームを引分に持ち込んだ。2013-14シーズンは控えに回る事が多かったが、14節と15節で連続得点を記録しレギュラーを取り戻した。
2016年8月9日に母国スウェーデンのBKヘッケンに加入。ランズクルーナ時代に共に過ごした親友ラスムス・リンドグレンとチームメイトになった。2016シーズンは11試合3得点であった。2017年7月22日に膝に重傷を負い、過去にも負傷した箇所である事から双方の合意を以て11月に契約解除となった。
2018年10月、ヘルシンボリIFに加入した。
2020年5月14日、IFKヨーテボリに加入した。
2021年7月、FCキアッソに1年契約で加入した。
2022年6月、現役引退を表明した。

## 代表歴
ユースの各年代で代表として出場、U-21代表ではUEFA U-21欧州選手権2004に出場した。 
A代表には2003年2月16日のキングスカップ2003のカタール代表戦で初キャップ、当時18歳であった。4日後にはタイ王国代表から代表初得点を記録した。2010年を最後に5年以上代表に招集されない日々が続いたが、2015年3月21日にUEFA EURO 2016予選・モルドバ代表戦、親善試合のイラン代表戦のメンバーに選ばれた。

## 家族
兄のポントゥス・ファルネルドもスウェーデン代表のサッカー選手。

## 個人成績
代表での得点一覧
| #  | 日附          | 場所                                                                         | 対戦相手 | 得点 | 結果 | 大会               |
| -- | ------------- | ---------------------------------------------------------------------------- | -------- | ---- | ---- | ------------------ |
| 1. | 2003年2月20日 | バンコク・スパチャラサイ国立競技場                                           | タイ     | 0–3  | 1–4  | キングスカップ2003 |
| 2. | 2009年1月28日 | カリフォルニア州オークランド・オークランド・アラメダ・カウンティ・コロシアム | メキシコ | 0–1  | 0–1  | 親善試合           |

## タイトル

### クラブ
ストラスブール
- クープ・ドゥ・ラ・リーグ: 2004-05[5]

シュトゥットガルト
- ブンデスリーガ: 2006-07[27]

ヨーテボリ
- スウェーデンカップ: 2019-20

### 代表
スウェーデン
- キングスカップ: 2003